# Osini
Osini (en sard, Osini) és un municipi italià, dins de la província de Nuoro. L'any 2007 tenia 947 habitants. Es troba a la regió de Quirra. Limita amb els municipis de Cardedu, Gairo, Jerzu, Lanusei, Loceri, Tertenia, Ulassai i Ussassai.

## Administració
| Període | Identitat | Partit        |
| ------- | --------- | ------------- |
| 2005-   | Tito Loi  | Llista Cívica |